# 聖安德烈斯 (倫皮拉省)

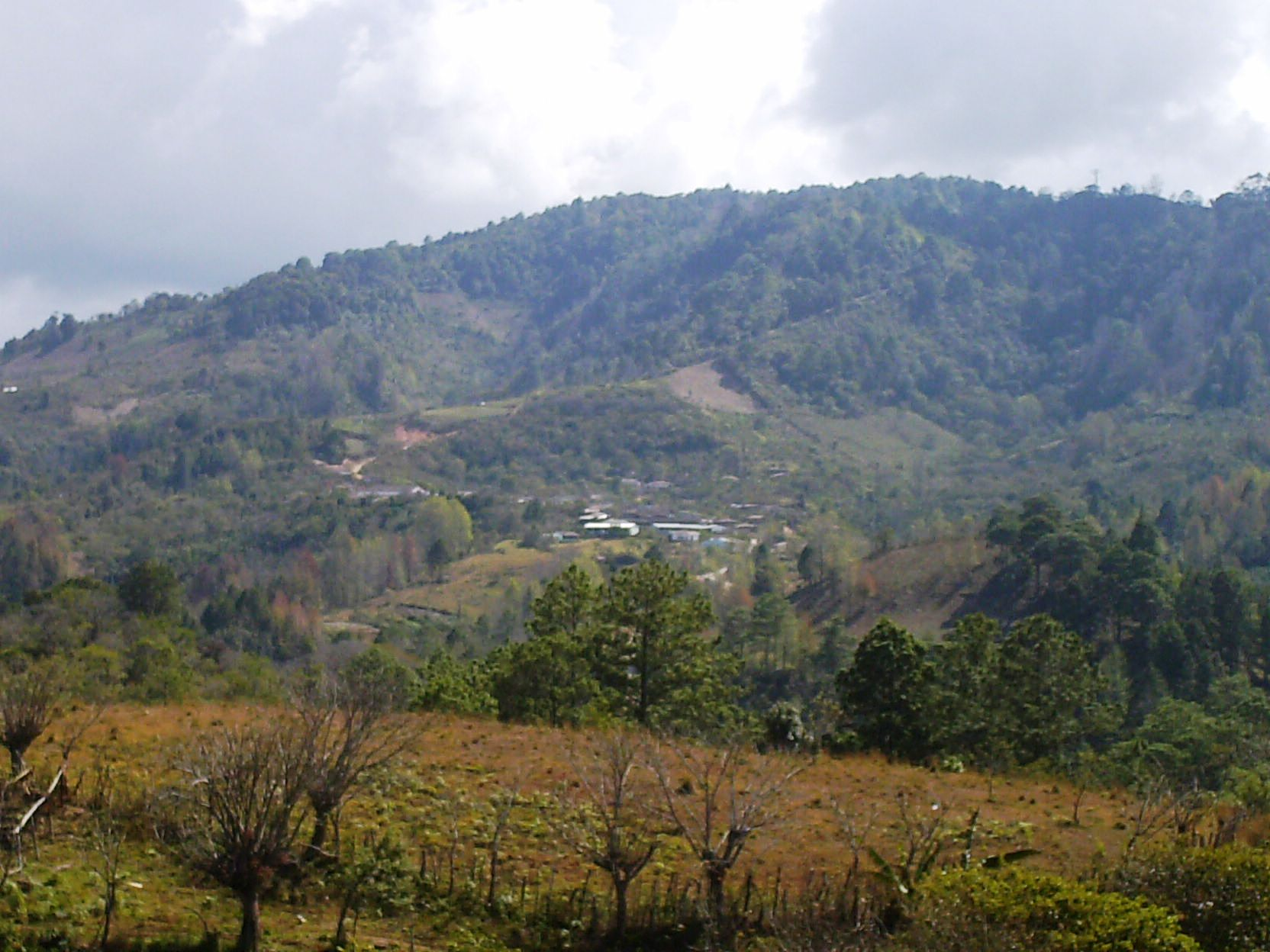

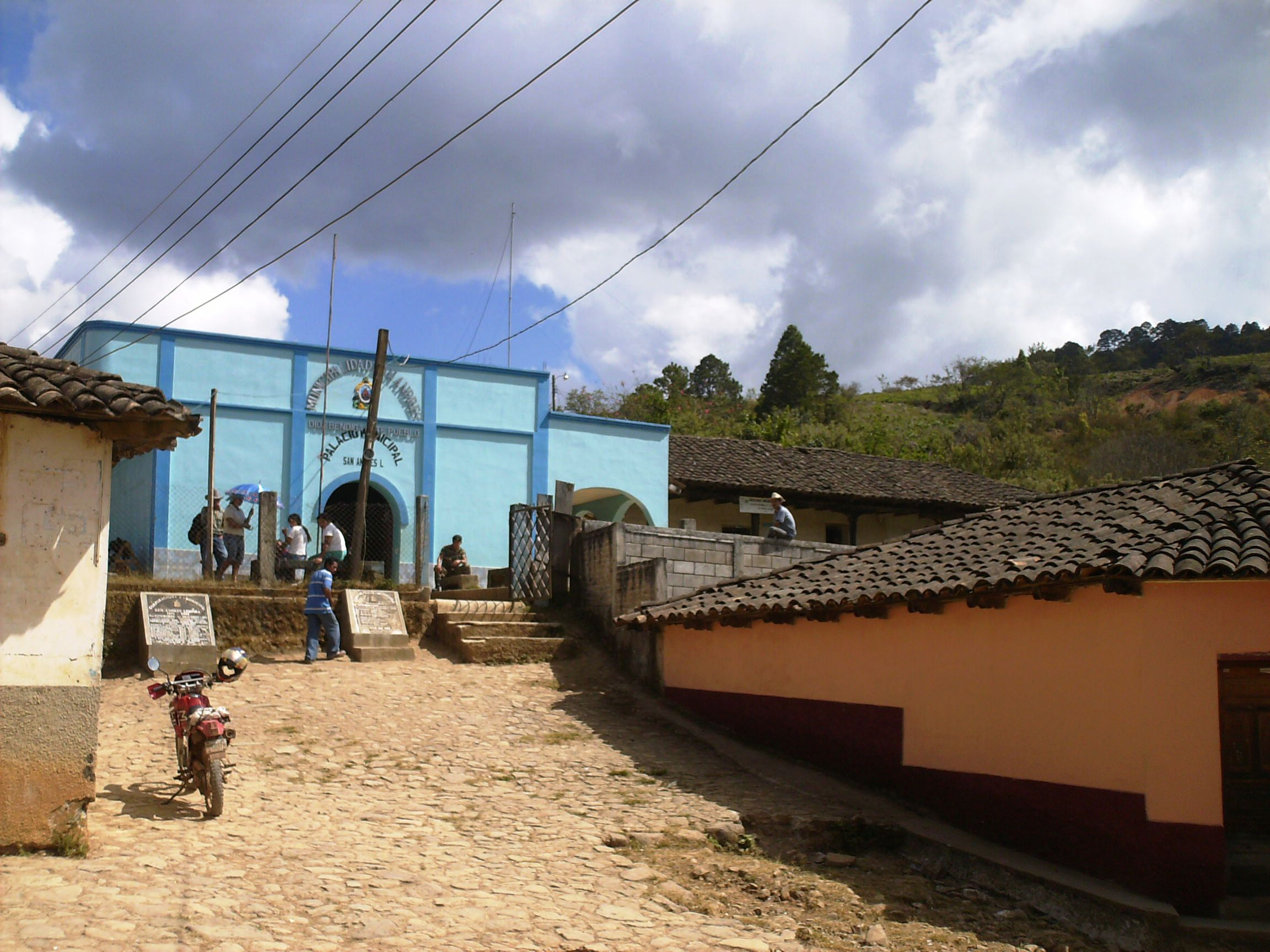

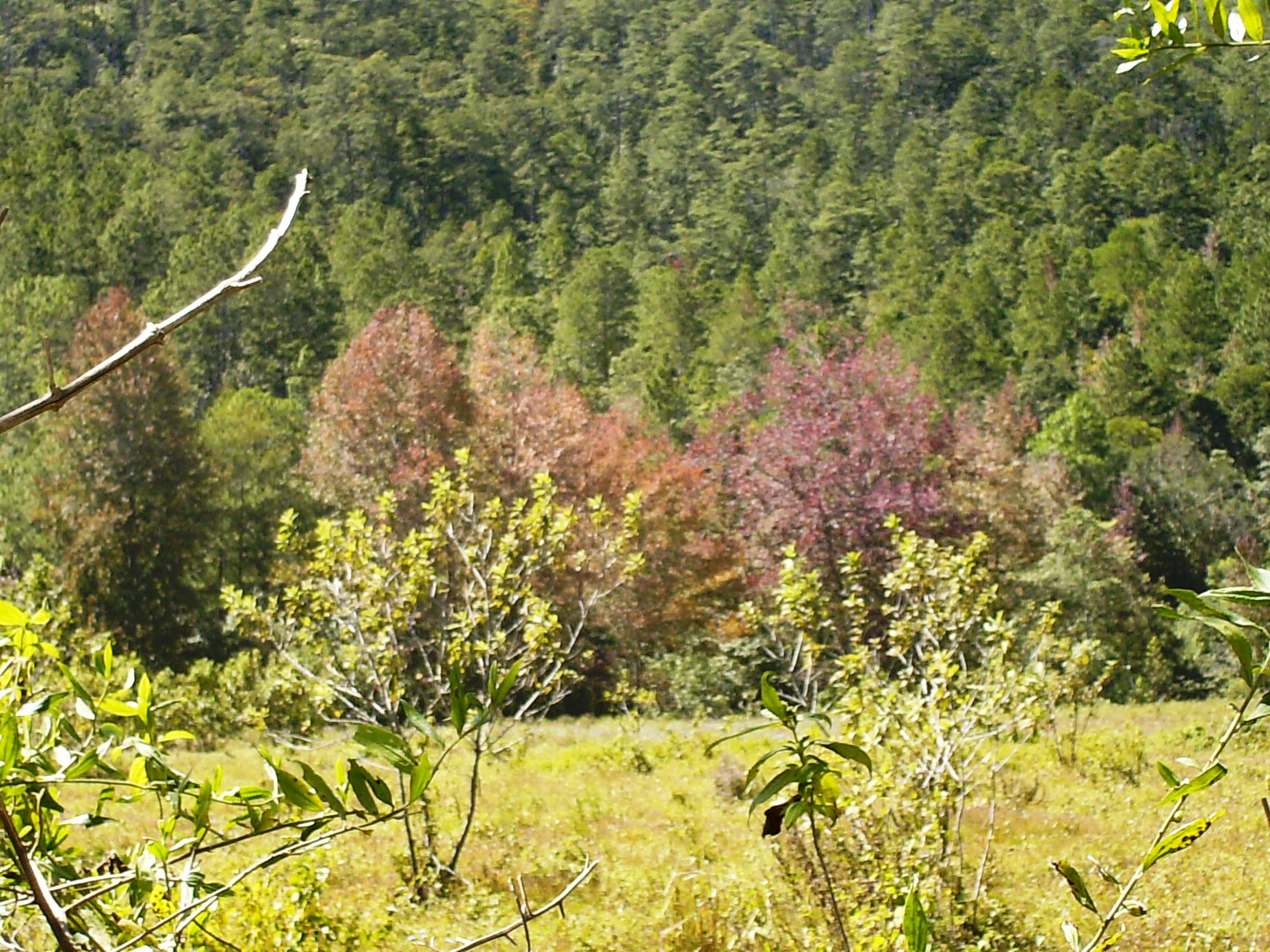

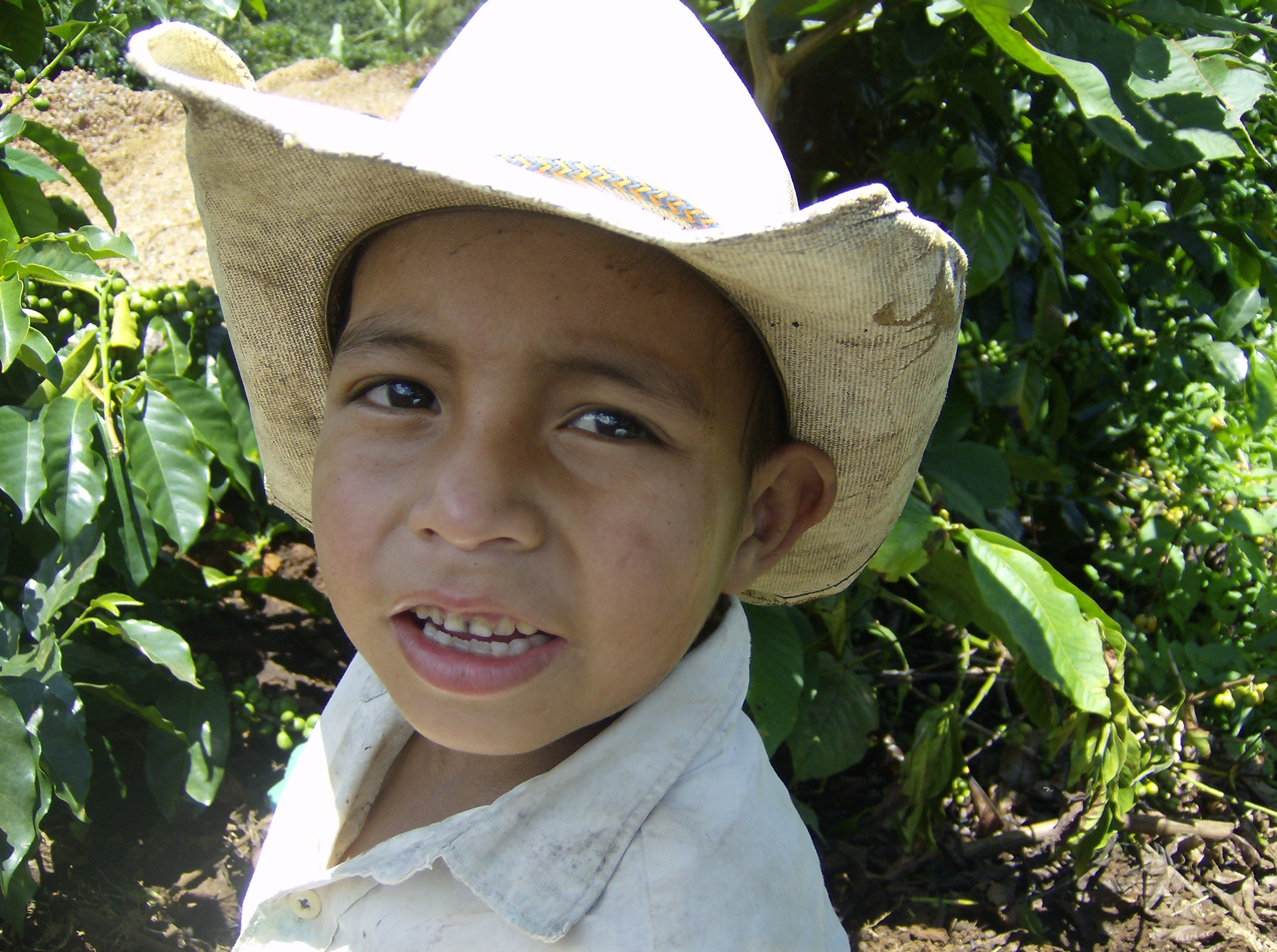

聖安德烈斯（西班牙語：San Andrés）是洪都拉斯的城鎮，位於該國西南部，由倫皮拉省負責管轄，始建於1889年，面積243平方公里，海拔高度1,855米，2001年人口10,224，人口密度每平方公里42.07人。
14°13′16.49″N 88°33′1.12″W / 14.2212472°N 88.5503111°W
-